# Velòdrom Illes Balears
El Palma Arena (també conegut com a Velòdrom de Palma) és un pavelló poliesportiu de la ciutat de Mallorca. La seva principal funció és la de velòdrom i com a tal és considerat un dels més ben equipats d'Europa. El recinte té 90.000 m² de superfície i una capacitat màxima per a 6.000 espectadors.
El Palma Arena va acollir el Campionat del món de ciclisme en pista de 2007 i alguns partits de la primera ronda de l'Eurobasket 2007.

## Descripció
Obra de l'arquitecte holandès Sander Douma, el Palma Arena es va construir amb motiu de la celebració a Palma del Mundial de Ciclisme en Pista.
El Palma Arena culmina un recinte de 90.000 metres quadrats imponents. Amb capacitat per a 4.500 espectadors, grans finestrals que deixen entrar la llum natural i una pista que competeix amb els millors velòdrom del món: Manchester, Atenes o Melbourne.
La corda de la pista és de 250 metres. Els peralts compten amb una inclinació de 43º i 15º amb unes rectes més curtes per guanyar velocitat. La fusta és de pi siberià que ha estat importada d'Ucraïna.
El recinte compta amb un aparcament cobert amb capacitat per a 250 vehicles.

## Principals esdeveniments esportius
El velòdrom Palma Arena va ser escenari per un partit de tennis d'exhibició entre els dos millors tenistes del món: Roger Federer i Rafael Nadal. El partit va ser celebrat el 2 de maig del 2007.
L'Eurobàsquet 2007 va tenir també com a seu el velòdrom Palma Arena. El XXXV Campionat Europeu de Bàsquet Masculí es va celebrar a Palma, entre el 3 i el 16 de setembre, amb una competició de 16 països europeus.
El Campionat del món de ciclisme en pista de 2007 va tenir lloc al Velòdrom Palma Arena, entre el 29 de març i l'1 d'abril del 2007. En total es va competir en 17 disciplines, 10 masculines i 7 femenines.